# Genesio di Roma
Genesio di Roma (284 – Roma, 303) è stato un attore romano. Per aver professato l'appartenenza al Cristianesimo, subì il martirio sotto Diocleziano. È venerato come santo dalla Chiesa cattolica e dalla Chiesa ortodossa.

## Agiografia

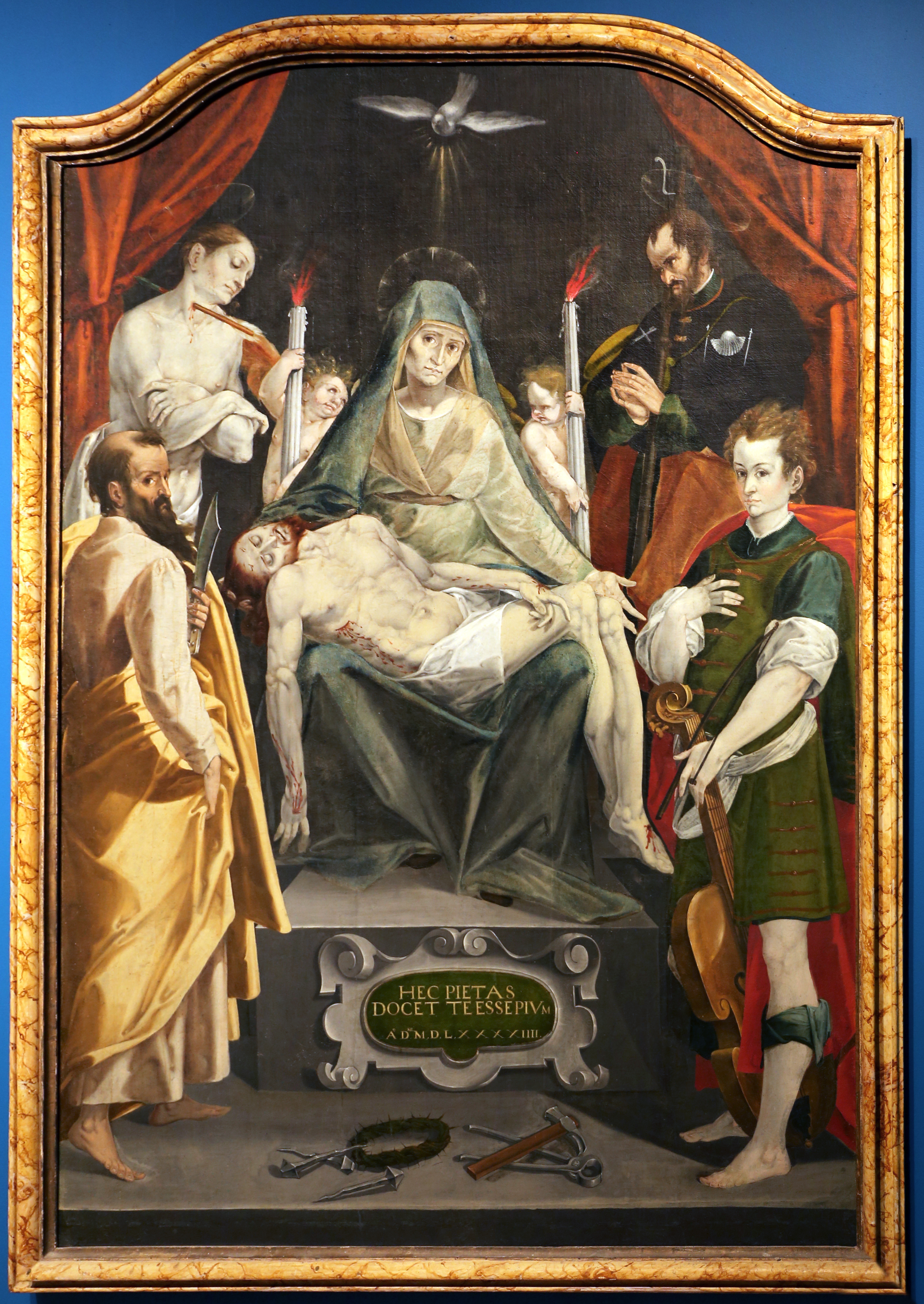
Simone De Magistris, Pietà e i santi Sebastiano, Bartolomeo, Ginesio e Rocco, 1594, San Ginesio, Auditorium Sant'Agostino. Genesio di Roma è rappresentato con lo strumento musicale.

Di lui possediamo un'agiografia che risale al VI secolo, la Passio S. Genesii. Genesio, mimo e comico di corte a Roma durante l'impero di Diocleziano, venne invitato una volta assieme ai compagni, dallo stesso imperatore, a imitare in forma burlesca il Battesimo cristiano. Genesio, pertanto, finse di essere un uomo in fin di vita che chiede il battesimo sul letto di morte. Ma quando l'acqua battesimale toccò la fronte di Genesio, questi ebbe una visione per cui si convertì realmente al Cristianesimo e accolse il Battesimo, iniziato come una farsa, come il suo vero battesimo. Sempre per farsa venne poi catturato dalle guardie, portato di fronte all'imperatore e accusato di appartenere a una religione illecita, ma qui, narra l'agiografia, Genesio fece pubblico atto di fede cristiana, accusandosi davanti a Diocleziano.
Diocleziano, quando comprese che la farsa era finita, fece flagellare Genesio e lo consegnò al prefetto Plauziano che gli fece rompere le costole e decapitare. Durante le pene del martirio Genesio andava ripetendo: “Non vi è altro Dio all'infuori di quello che io ebbi la fortuna di conoscere. Io non adoro né servo altro che lui: a lui solo starò sempre unito, dovessi anche soffrire mille morti”.

## Culto
La festa di San Genesio si celebra il 25 agosto, ricorrenza anche di altri due santi di nome Genesio: il vescovo di Arles e il vescovo di Brescello. Questa coincidenza nel corso dei secoli ha contribuito a confondere l'identità di tutti e tre i santi.
Il suo corpo venne inumato lungo la Via Tiburtina. Le sue reliquie si trovano in parte a San Giovanni della Pigna, in parte nella chiesa di Santa Susanna alle Terme di Diocleziano, in parte nella chiesa a lui dedicata a Palazzo Canavese (TO), parte nella cappella di San Lorenzo nella Basilica di Santa Sabina e parte a San Ginesio (MC) nella collegiata di Santa Maria Assunta. La sua leggenda ebbe larga diffusione nel V secolo e il suo culto si diffuse in tutta Europa, ma venne canonizzato solo nel 741 da Gregorio III.
A lui fu dedicata nell'VIII secolo la celebre Abbazia di Saint-Génis-des-Fontaines in Francia. Il suo culto in Italia oltre che a Roma è diffuso anche in Alto Adige dove troviamo diverse chiese dedicate a lui come la parrocchia di San Genesio Atesino e di La Valle.
È tuttavia davvero possibile che la figura del mimo Genesio sia uno sviluppo del culto riservato allo stenografo di Arles. Secondo un'altra ipotesi, la storia di Genesio di Roma potrebbe derivare da quella del martirio di Gelasio di Hierapolis. Nel XVII secolo, lo storico e sacerdote francese Louis-Sébastien Le Nain de Tillemont ha invece difeso l'affidabilità degli Atti che hanno tramandato la vicenda dell'attore romano.

## Ginesio Fest
Conosciuto a San Ginesio come Lucio Ginesio, il Comune dal 2020 ha istituito per iniziativa del Comitato promotore e dal sindaco Giuliano Ciabocco un premio nazionale all’arte dell’attore (Premio San Ginesio) e alcuni giorni festivi di agosto sotto il nome di Ginesio Fest. Il progetto, presieduto da Remo Girone, nasce per dare un segno di speranza dopo i danni del terremoto del 2016 e per superare l’emergenza pandemica causata dalla COVID-19. Il premio è conferito alla migliore attrice e al migliore attore selezionati da una giuria. Già dal medioevo il Comune era solito dedicare al santo romano delle festività nella sua ricorrenza dal XII secolo, ma con Andrea da Perugia si aggiunsero ulteriori giorni di festa.